# Несмеянов, Александр Николаевич
Алекса́ндр Никола́евич Несмея́нов (28 августа [9 сентября] 1899, Москва — 17 января 1980, там же) — советский химик-органик, организатор науки. Президент Академии наук СССР (1951—1961), ректор Московского университета (1948—1951), директор ИНЭОСа.
Академик АН СССР (1943; член-корреспондент 1939). Дважды Герой Социалистического Труда (1969, 1979). Лауреат Ленинской премии (1966) и Сталинской премии первой степени (1943). Член ВКП(б) с 1944 года. Проводил исследования по созданию синтетической пищи.

## Биография
Родился в 1899 году в Москве в учительской семье. Отец — Николай Васильевич Несмеянов, окончив с золотой медалью и с занесением его имени на мраморную доску почёта Владимирскую гимназию, а затем — юридический факультет Московского университета, увлёкся просветительством, 10 лет занимал место народного учителя в селе Бушове Тульской губернии; после женитьбы в 1898 году стал служащим Московской городской управы, затем заведовал Бахрушинским сиротским приютом в Москве (1901—1917). Мать Александра — Людмила Даниловна, урождённая Рудницкая (1878—1958), была разносторонне одарённым педагогом. После Александра две родившиеся сестры умерли в младенчестве, затем в семье родились Василий (1904), Татьяна (1908) и Андрей (1911).
Ещё в юном возрасте Александр стал вегетарианцем — с десяти лет он отказался от мяса, а с 1913 года — и от рыбы. Следовать этим убеждением с ранних лет было непросто, особенно в голодные 1918—1921 года, когда существенным продуктом питания была вобла и селёдка. Химией он заинтересовался с тринадцатилетнего возраста, пройдя к этому времени увлечение разными ветвями биологии: энтомологией, гидробиологией, орнитологией.

### Образование
В 1909 году родители отдали Александра в частную Московскую гимназию П. Н. Страхова, которую он окончил с серебряной медалью в 1917 году. В тот же год он поступил на естественное отделение физико-математического факультета Московского университета. Ввиду революционных событий поступление проходило без вступительных экзаменов. Учёба в это сложное время требовала большого самопожертвования и фанатичной увлечённости: занимались в неотапливаемых помещениях, не хватало лабораторного оборудования. Транспорт ходил плохо, и порой Александру приходилось ходить в университет из Сокольников пешком. В 1920 году занятия в МГУ были заморожены из-за проблем с отоплением, и Несмеянов поступает в Военно-педагогическую академию на Большой Грузинской улице. Параллельно он занимался в лабораториях Народного университета Шанявского. Из-за проблем с продовольствием в Москве осенью 1920 года Несмеянов, прервав обучение, отправляется в «фабричную поездку» за мукой в Вятку. К концу 1920 Александр Николаевич возвращается к занятиям в академии и в Московском университете, где к тому времени уже восстановили отопление. Тут происходит его знакомство с «будущим научным учителем» профессором Н. Д. Зелинским. Работая ночным сторожем на факультете, Несмеянов жил в лаборатории Н. Д. Зелинского, отдавая всё время научным экспериментам.

### После университета
По окончании университета (1922) Несмеянов остался на кафедре академика Н. Д. Зелинского, где в 1924—1938 годах он занимал должности ассистента, доцента, профессора (с 1935 года). С 1938 года заведовал кафедрой органической химии Института тонкой химической технологии, в 1939—1954 годах Несмеянов был директором Института органической химии АН СССР (впоследствии Институт органической химии им. Н. Д. Зелинского). В 1939 году избран членом-корреспондентом, а в 1943 году — академиком АН СССР по Отделению химических наук (в 1946—1951 годах академик-секретарь Отделения). Член ВКП(б) с 1944 года.
В конце Великой Отечественной войны Александр Николаевич возвращается в родной университет: с 1944 по 1980 год возглавляет кафедру органической химии, в 1944—1948 годах являлся деканом химического факультета, а в 1948—1951 годах — ректором МГУ.
Благодаря исследованиям Несмеянова в области металлоорганических соединений в годы войны и послевоенные годы был получен ряд важных результатов, имеющих большое теоретическое и практическое значение. Эти исследования были направлены на разработку методов синтеза и изучение химических свойств разнообразных представителей важного и обширного класса соединений, находящегося на стыке неорганической и органической химии.
В период ректорства Несмеянова началось строительство большого комплекса университетских зданий на Воробьёвых (Ленинских) горах. В этих условиях Александр Николаевич отдавал много сил вопросам развития материально-технической базы университета.
Под его руководством были созданы компетентные комиссии для разработки технических заданий по размещению университетских подразделений на новом месте. Работали в тесном творческом контакте с авторской группой архитекторов (действительные члены Академии архитектуры СССР Л. В. Руднев, С. Е. Чернышев, архитекторы А. Ф. Хряков, П. В. Абросимов), со строителями (А. Н. Комаровский, А. В. Воронков).
Одновременно с колоссальным строительством происходит развитие университетской структуры, совершенствуются учебные программы. Так, в учебные планы естественных факультетов были введены курсы по истории наук. В 1948 году биологический факультет был реорганизован в биолого-почвенный. В следующем году началось строительство агробиологической станции в Чашниково. Тогда же на базе геологического отделения геолого-почвенного факультета был создан геологический факультет и организованы кафедры: кристаллографии и кристаллохимии; истории геологических наук. В 1950 году была оказана помощь Кишинёвскому университету литературой, научно-учебными приборами и оборудованием.
В 1951 году после смерти президента АН СССР С. И. Вавилова Несмеянов был вызван к члену Политбюро ЦК Г. М. Маленкову, который предложил занять освободившийся пост:

Я ответил, что от такой чести не отказываются, но счёл необходимым изложить то, что может мне помешать принять столь почётную обязанность: Я начал с моих вегетарианских убеждений, сказав, что эти убеждения не имеют ничего общего с толстовством. Далее я сказал, что в 1940 г. был арестован мой брат, и судьба его до сих пор мне неизвестна. Наконец, напомнил, что традиция такова, что президент Академии наук до сих пор был беспартийным, и что вряд ли это случайность, а я член партии… Ни один из доводов не произвёл на Маленкова ни малейшего впечатления. Разговор показал мне ясно, что это дело решённое.— А. Н. Несмеянов
16 февраля 1951 года на внеочередной сессии общего собрания Академии наук Несмеянов был избран её президентом.
В 1952 году основал Институт научной информации.
В 1954 году им был открыт Институт элементоорганических соединений АН СССР, которым он руководил вплоть до своей смерти (в настоящее время институт носит имя А. Н. Несмеянова).
19 мая 1961 года Несмеянов ушёл с поста президента АН СССР по собственному желанию.
В мае 1969 года на заседании Учёного совета Института элементоорганических соединений Несмеянов высказался против избрания старшим научным сотрудником кандидата химических наук Рохлина, заявив «Я человек злопамятный. В прошлом году Рохлин был в числе тех, кто на институтском митинге выступил против введения советских войск в Чехословакию». Любопытно, что это выступление Несмеянова не повлияло на результаты голосования, и Рохлин был избран старшим научным сотрудником.
Депутат Верховного Совета СССР 3—5 созывов (1950—1962).
Был одним из академиков АН СССР, подписавших в 1973 году письмо учёных в газету «Правда» с осуждением «поведения академика А. Д. Сахарова». В письме Сахаров обвинялся в том, что он «выступил с рядом заявлений, порочащих государственный строй, внешнюю и внутреннюю политику Советского Союза», а его правозащитную деятельность академики оценивали как «порочащую честь и достоинство советского учёного».
Интересовался литературой и живописью, писал стихи, этюды, был заядлым грибником.
Скончался 17 января 1980 года. Похоронен в Москве на Новодевичьем кладбище (участок № 9).

### Семья
Был дважды женат. Первая супруга — Коперина Нина Владимировна (1900—1986) — химик, работала в МГУ. Дети от первого брака: Ольга (1930—2014) — кандидат химических наук; Николай (1932—1992) — доктор химических наук, профессор.
Вторая супруга — Виноградова Марина Анатольевна (1921—2013) — филолог, писательница.
У Несмеянова было два брата и сестра:
Андрей Несмеянов (1911—1983) — учёный-радиохимик, заведующий кафедрой радиохимии МГУ, профессор, член-корреспондент АН СССР.
Василий Несмеянов (1904—1941) — работал заместителем начальника Управления топогеодезической службы Главного управления геодезии и картографии при СНК СССР. Был расстрелян 28 июля 1941 года по обвинению в шпионаже. Реабилитирован 17 сентября 1955 года определением Военной коллегии Верховного суда СССР.
Татьяна Несмеянова (1908—1991).

## Научная деятельность
Александр Николаевич был одним из крупнейших химиков-органиков XX века. Он выполнил ряд основополагающих работ по теории строения и реакционной способности органических соединений и создал новую дисциплину, лежащую на границе неорганической и органической химии, которая, по его предложению, получила название «химия элементоорганических соединений». Также среди практических достижений в исследованиях Несмеянова получение синтетической пищи, создание новых лекарственных препаратов и синтез ряда технических материалов.

### Диазометод (реакция Несмеянова)
Изучая разложение порошком меди двойных солей арилдиазонийгалогенидов с галогенидами ртути, в 1929 году Несмеянов предложил новый метод получения арилмеркургалогенидов. Позже диазометод был распространён на синтез металлоорганических соединений таллия, германия, олова, свинца, мышьяка, сурьмы и висмута. Особенностями диазометода, отличающими его от методов прямого металлирования, являются возможность получения металлоорганических соединений с различными функциональными группами в углеродном радикале и возможность селективного ввода атома металла в определённое положение. В 1935—1948 годах Несмеянов совместно с К. А. Кочешковым получил органические производные олова, свинца, сурьмы и других металлов. Благодаря взаимным переходам от органических производных одних элементов к органическим соединениям других элементов металлоорганические соединения, полученные диазометодом, обрели новое применение в синтезе.

### Стереохимия непредельных металлоорганических соединений
Исследование Несмеяновым продуктов присоединения сулемы к этилену, ацетилену и их производным привело к появлению концепции о «двойственной реакционной способности» вещества и о «переносе реакционного центра» по цепи π,π-, σ,π-, σ,σ- и p,π-сопряжения в молекуле. Дальнейшие исследования показали, что эти явления принципиально отличаются от таутомерии. При участии своего коллеги А. Е. Борисова Несмеянов сформулировал правило, по которому электрофильное и гомолитическое замещение у олефинового атома углерода происходит с сохранением геометрической конфигурации (правило Несмеянова-Борисова). Благодаря своим исследованиям, показавшим енолятное строение производных кетонов со щелочными металлами и магнием, то есть существование O-производных кетонов, Несмеянов опроверг концепцию «псевдомерии» Кнорра.

### Металлотропия
При исследовании строения ртуть-, свинцово- и оловоорганических производных нитрозофенолов Несмеяновым было открыто явление металлотропии, то есть особой таутомерии, в которой происходит обратимый перенос металлоорганической группы. Совместные исследования А. Н. Несмеянова и И. Ф. Луценко обнаружили гетероатомную таутомерию (между атомами углерода и кислорода) в кето-енольных системах олово- и германийорганических соединений. Несмеянов совместно с Ю. А. и Н. А. Устынюками открыл новый тип металлотропии: было обнаружено, что в флуоренилхромтрикарбонильных анионах η6-комплексы равновесно и обратимо изомеризуются в η5-комплексы.

### Исследования в области ферроцена и его производных
В 1954 году на кафедре органической химии МГУ и в ИНЭОСе под руководством Несмеянова начались исследования химии ферроцена. Оказалось, что функциональные производные ферроцена вступают в реакции аналогично ароматическим соединениям. Однако было показано, что электронные эффекты заместителей передаются через ядро металлоцена по индуктивному механизму, поэтому имеют меньшее влияние, чем в производных бензола. Исследования ферроцена и его производных сделали возможным создание ряда светочувствительных композиций, позволяющих получать устойчивое изображение на бумаге, ткани, пластике и металлах, а также привели к созданию нового лекарственного препарата ферроцерон, который борется с заболеваниями, связанными с дефицитом железа. На основе цимантрена Несмеяновым был предложен новый антидетонатор для автомобильного бензина.

### Исследования в области органической химии
Несмеянов совместно с Н. К. Кочетковым и М. И. Рыбинской разработал метод синтеза различных пяти- и шестичленных гетероциклов, в основе которого лежат высокая активность карбонильных групп и подвижность β-заместителя в соединениях типа RCOCH=CHX. Той же группой учёных был развит метод «β-кетовинилирования», заключающийся в введении RCOCH=CH-группы в молекулу. Реакция β-замещённых винилкетонов с азид-ионом позволила изучить стереохимию и предложить механизм нуклеофильного замещения у активированной двойной связи.
При совместной работе с другими учёными Несмеяновым был выполнен ряд работ в области радикальной теломеризации и перегруппировки радикалов. Помимо исследований уже известных реакций были разработаны термическая теломеризация этилена и пропилена гидридами кремния и другие новые реакции теломеризации. Также были созданы новые пути синтеза соединений, содержащих такие группы, как CCl3, CCl3CHCl, CCl3C<, CCl2=CH, CCl2=CHX и другие. Исследование соединений, содержащих группу CCl3-C=C<, показало осуществление перегруппировки при проведении реакций с атакой на концевые атомы системы, что подтвердило наличие σ,π -сопряжения. Несмеяновым совместно с Р. Х. Фрейдлиной и В. Н. Костом была открыта цепная радикальная изомеризация CCl3CBr=CH2 в CCl2=CClCH2Br при освещении ультрафиолетом.
В продолжение работ, связанных с созданным ранее диазометодом, Несмеянов с Л. Г. Макаровой исследовал механизм распада арилдиазониевых и диарилиодониевых солей. Это позволило синтезировать новые типы ониевых соединений — солей дифенилбромония, дифенилхлорония и трифенилоксония. Совместно с Т. П. Толстой и другими учёными Несмеянов показал, что двойные соли галогенидов дифенилбромония и дифенилхлорония с галогенидами тяжёлых металлов разлагаются порошками соответствующих металлов с образованием металлоорганических соединений. Таким образом, диазометод стал использоваться для получения σ-арильных комплексов переходных металлов и других металлоорганических соединений.

### Научные основы получения новых форм пищи
В 1961 году Несмеяновым была сформулирована идея о получении пищи синтетическими методами, минуя сельское хозяйство. В основе идеи были труды Д. И. Менделеева и М. Бертло, а также осознание современных возможностей органического синтеза, проблемы сохранения окружающей среды и эффективности пищевых производств. Основными направлениями работ стали: разработка высокоэффективных способов получения пищевых веществ; воспроизведение внешнего вида, вкуса, запах, цвета, формы, консистенции и других свойств продуктов натурального хозяйства у синтетических пищевых веществ. В результате исследований в ИНЭОС были разработаны процессы получения чёрной икры, новых форм картофелепродуктов, макаронно-крупяных изделий и комбинированных мясопродуктов на основе растительных и животных белков.

## Признание
Работы Александра Николаевича по химии элементоорганических соединений принесли ему славу и признание не только в Советском Союзе, но и в мире. Он был избран почётным членом нескольких десятков зарубежных национальных академий и научных обществ.

### Награды и премии
- Сталинская премия I степени (22 марта 1943) —  за исследования в области металлоорганических соединений, результаты которых опубликованы в 1941 и 1942 годах в серии статей: «О взаимодействии диазоуксусного эфира с хлорным оловом и хлорным железом», «Из области ртутно-органических соединений», «О реакции нитрозо-соединений с окисью азота» и в монографии «Синтетические методы в области металлоорганических соединений ртути», законченной в 1942 году
- Ленинская премия (1966) — за цикл исследований в области элементоорганических соединений
- Дважды Герой Социалистического Труда (13 марта 1969, 7 сентября 1979)
- Золотая медаль имени Д. И. Менделеева (1977) — за цикл работ в области металлоорганических соединений и получения продуктов питания из нетрадиционных источников
- V Менделеевский чтец
- Большая золотая медаль имени М. В. Ломоносова АН СССР (1962)
- Семь орденов Ленина (4 ноября 1944; 10 июня 1945; 19 сентября 1953; 8 сентября 1959; 27 апреля 1967; 13 марта 1969; 7 сентября 1979)
- Орден Октябрьской Революции (13 сентября 1974)
- Орден Трудового Красного Знамени (14 сентября 1949)
- Серебряная медаль Всемирного совета мира (1959)

### Академии и общества
- Почётный член Академии наук Армянской ССР
- Почётный член Академии наук Таджикской ССР
- Почётный член Академии наук Туркменской ССР
- Почётный член Болгарской Академии наук (1952)
- Почётный член Венгерской Академии наук (1953)
- Почётный член Румынской Академии наук (1957)
- Почётный член Нью-Йоркской Академии наук США (1958)
- Почётный член Американской академии искусств и наук в Бостоне (1960)
- Почётный член Лондонского химического общества
- Почётный член Общества химической промышленности Великобритании
- Почётный член Польского химического общества
- Почётный член Национального института наук Индии
- Почётный член Эдинбургского королевского общества
- Действительный член Германской академии естествоиспытателей «Леопольдина» (1959)
- Действительный член Международной академии астронавтики (1966)
- Действительный член Польской академии наук (1954)
- Действительный член Чехословацкой академии наук (1957)
- Иностранный член Лондонского королевского общества (1961)
- Иностранный член Академии наук ГДР (1950)
- Член Европейского общества работников культуры
- Доктор «honoris causa» Парижского университета (1964)
- Доктор «honoris causa» университета Бордо (1966)
- Доктор «honoris causa» университета Иены
- Доктор «honoris causa» университета Калькутты
- Доктор Ясского политехнического института
- Член Всемирного совета мира (1950)

### Память
- Институт элементоорганических соединений им. А. Н. Несмеянова РАН. Перед зданием института установлен памятный бюст (скульптор О. К. Комов). В институте ежегодно в январе проводится день памяти А. Н. Несмеянова с родственниками и аспирантами.
- 26 сентября 1980 года именем Александра Николаевича названа одна из улиц Гагаринского района г. Москвы.
- Российская академия наук учредила премию имени А. Н. Несмеянова, присуждаемую с 1994 года за выдающиеся работы в области химии элементоорганических соединений[30].
- В декабре 1980 года в СССР была выпущена марка памяти А. Н. Несмеянова.
- Александр Петрович Казанцев посвятил ему роман «Купол Надежды» следующими словами: «Яркой памяти дважды Героя Социалистического Труда, академика Александра Николаевича НЕСМЕЯНОВА в знак восхищения его жизнью и трудами этот роман-мечту посвящаю. Автор»[31].
- В 1981 году на химическом факультете МГУ открыта мемориальная доска с его именем.
- Имя академика Несмеянова носил научно-исследовательский корабль типа «Витязь» в 1980—2009 годах[32][33][34].

Стремясь в будущее, нужно всегда помнить, любить и свято чтить всё, что есть лучшего в прошлом.А. Н. Несмеянов

Бюст А. Н. Несмеянова в Москве
Могила А. Н. Несмеянова на Новодевичьем кладбище Москвы
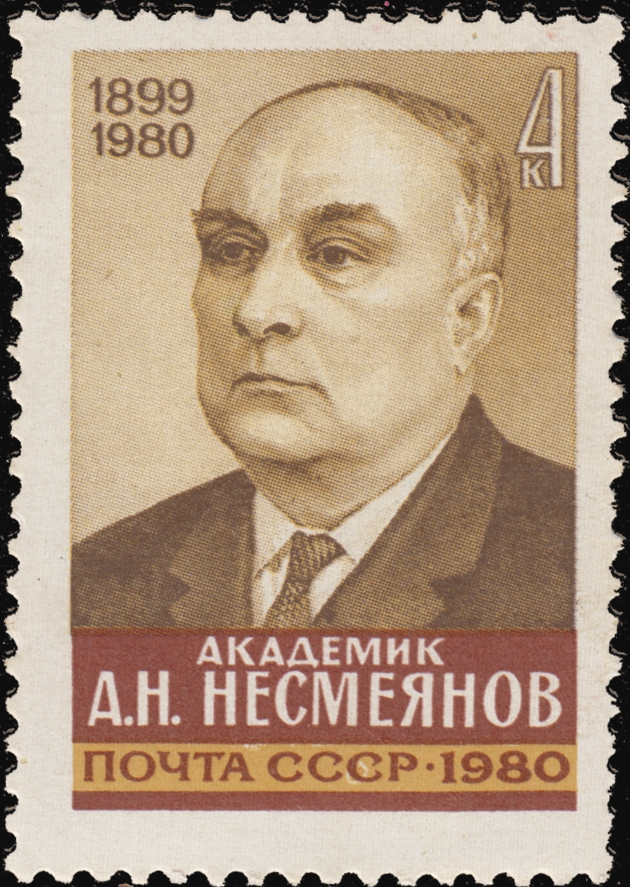
Почтовая марка СССР (1980). Александр Николаевич Несмеянов

## Основные работы
- Несмеянов А. Н. Периодическая система элементов Д. И. Менделеева и органическая химия. — Москва: Изд-во Акад. наук СССР, 1959. — 56 с. — (Доклады на пленарном заседании/ VIII Менделеевский съезд по общей и прикладной химии).
- Несмеянов А. Н. Избранные труды. В 4-х т. / Ред. коллегия: акад. А. В. Топчиев (пред.) и др.. — Москва: Изд-во Акад. наук СССР, 1959.
- Иоффе С. Т. и Несмеянов А. Н. Магний, бериллий, кальций, стронций, Барий / Под общ. ред. А. Н. Несмеянова и К. А. Кочешкова. — Москва: Изд-во Акад. наук СССР, 1963. — Т. 1. — 561 с. — (Методы элементо-органической химии).
- Несмеянов А. Н. и Соколик Р. А. Бор. Алюминий. Галлий. Индий. Таллий / Под общ. ред. А. Н. Несмеянова и К. А. Кочешкова. — Москва: Изд-во Акад. наук СССР, 1964. — Т. 2. — 499 с. — (Методы элементо-органической химии).
- Макарова Л. Г. и Несмеянов А. Н. Ртуть / Под общ. ред. А. Н. Несмеянова и К. А. Кочешкова. — Москва: Изд-во Акад. наук СССР, 1965. — Т. 4. — 438 с. — (Методы элементо-органической химии).
- Несмеянов А. Н., Беликов В. М. Проблема синтеза пищи. — Москва: Наука, 1965. — 24 с. — (Доклад на пленарном заседании/ XI Менделеевский съезд по общей и прикладной химии; 10).
- Несмеянов А. Н. Исследования в области органической химии. Избранные труды 1959—1969. — Москва: Наука, 1971. — 530 с.
- Несмеянов А. Н. и Несмеянов Н. А. Начала органической химии. В двух книгах. — Москва: Химия, 1969. — Т. 1. — 664 с.
- Несмеянов А. Н. и Несмеянов Н. А. Начала органической химии. В двух книгах. — Москва: Химия, 1970. — Т. 2. — 824 с.

## Комментарии
1. ↑  Дед А. Н. Несмеянова по линии отца, Василий Ефимович, был в это время преподавателем в учительской семинарии города Киржач. Он был обязан своим образованием некоему врачу Несмеянову и даже принял его фамилию. Последние 30 лет своей жизни Василий Ефимович Несмеянов жил в Шуе, где был протоиереем. По семейным преданиям у него прятались местные революционеры и в числе их М. В. Фрунзе, который был приятелем одного из его сыновей, Андрея.
2. ↑  Улица Садово-Спасская, д. 6 стр. 1
3. ↑  В мемуарах Несмеянов пишет, что в аттестате гимназии была приписка «награждён серебряной медалью», однако, судя по всему, саму медаль так и не выдали